# Niederbronn-les-Bains
Niederbronn-les-Bains es una localidad y comuna francesa, situada en el departamento de Bajo Rin en la región de Alsacia.
La comuna se ubica en los límties del Parque natural regional de los Vosgos del Norte. Niederbronn les Bains es conocida por su estación termal.

## Demografía
| 4069 | 4401 | 4455 | 4446 | 4372 | 4319 |
| Para los censos de 1962 a 1999 la población legal corresponde a la población sin duplicidades (Fuente: INSEE [Consultar]) |      |      |      |      |      |

## Patrimonio
- Castillo de la Wasenburg
- el Grand Wintersberg
- Museo arqueológico
- Casino

## Personajes célebres
- Ernest Münch, (1859-1928), organista.
- Élisabeth Eppinger, (1814-1867), fundadora de la Congregación de las Hermanas del Santo Salvador, conocidas como las hermanas de Niederbronn.
- François-Louis Fleck, obispo de Metz.
- Pierre Dac, humorista.